# Scatophagus tetracanthus
Scatophagus tetracanthus is een straalvinnige vissensoort uit de familie van argusvissen (Scatophagidae).
De wetenschappelijke naam van de soort is voor het eerst geldig gepubliceerd in 1802 door Bernard Germain de Lacépède.